# Ballast (film, 2008)
Pour les articles homonymes, voir Ballast.
Pour plus de détails, voir Fiche technique et Distribution.
Ballast est un film américain réalisé par Lance Hammer, sorti en 2008.

## Synopsis
Dans la région du delta du Mississippi, le suicide d'un homme a des conséquences sur trois personnes.

## Fiche technique
- Titre : Ballast
- Réalisation : Lance Hammer
- Scénario : Lance Hammer
- Photographie : Lol Crawley
- Montage : Lance Hammer
- Production : Lance Hammer et Nina Parikh
- Société de production : Alluvial Film Company
- Société de distribution : Alluvial Film Company (États-Unis)
- Pays :  États-Unis
- Genre : Drame
- Durée : 96 minutes
- Dates de sortie : 
  -  États-Unis : 19 janvier 2008

## Distribution
- Micheal J. Smith Sr. : Lawrence
- JimMyron Ross : James
- Tarra Riggs : Marlee
- Johnny McPhail : John
- Sanjib Shrestha : Dr. Shrestha

## Distinctions
Le film a été présenté en sélection officielle en compétition lors de Berlinale 2008.